# Прапор Ньюфаундленду і Лабрадору
Прапор Ньюфаундленду та Лабрадору був представлений у 1980 році та був розроблений художником Ньюфаундленду Крістофером Праттом. Дизайн прапора був затверджений Палатою зборів провінції Ньюфаундленд, Канада, 28 травня 1980 року. Вперше він був здійснений в день відкриття, 24 червня 1980 року. Назву провінції було змінено на Ньюфаундленд і Лабрадор шляхом поправки до конституції Канади в грудні 2001 року. Це було на прохання провінційного законодавчого органу.
Дизайн був обраний завдяки широкій символіці. Синій (пантон 2955C) представляє води моря, озер і річок; білий зображує сніг і лід; червоний (пантон 200С) представляє зусилля людини, а золото (пантон 137С) символізує впевненість людей у Ньюфаундленді та Лабрадорі в собі та на майбутнє.
Дизайн прапора - це офорти на декоративних підвісках беотуків та іннуїтів, які носили підвішеними до шнура на шиї. Пратт оглянув їх у Провінційному музеї. Застосовуючи синій, червоний та білий кольори, дизайн має навмисну загальну схожість з Юніон Джеком, як нагадування про історичні зв’язки з Британськими островами. Два червоних трикутника (пантон 200С) символізують дві області провінції, Лабрадор - континентальний регіон, і Ньюфаундленд - островний регіон. Золота стрілка (пантон 137C), за словами Пратта, вказує на "світле майбутнє"; стріла стає мечем, вшановуючи жертви ньюфаундлендіців та лабрадорців на військовій службі, коли прапор вивішується вертикальним чином. Червоні трикутники та золота стріла утворюють тризуб, що символізує асоціацію провінції з рибальством та іншими ресурсами моря та під ним.

## Прапори Ньюфаундленду
Червоний прапор був офіційно схвалений королем Карлом II 1674 року; цей дозвіл визнав його прапором англійського торгового судноплавства. Пізніше, під час вікторіанської епохи, прапор - з колоніальним бейджем - склав основу як цивільний прапор Колонії Ньюфаундленд. Старі картини маслом показують червоні прапори на стеньгах шхун. У той час як на фотографіях ХІХ століття червоні прапори майорять на моравських станціях місій та торгових пунктах компанії Гудзонової затоки вздовж узбережжя Лабрадора.
У 1904 році парламент Великої Британії призначив цивільний прапор спеціально для Ньюфаундленда. Червоні та блакитні прапори з Великою печаткою Ньюфаундленду були офіційними прапорами колонії (пізніше домініону) з 1904 по 1931 рік, після чого Юніон Джек був прийнятий офіційним національним прапором Ньюфаундленду, а прапори зарезервовані для судноплавства та морських перевезень ідентифікація - червоний прапор повинен здійснюватися рейсами торгових суден, а синій - державними кораблями. Жоден прапор не був відразу офіційно прийнятий Національною асамблеєю Ньюфаундленда, яка засідала біля колоніальної будівлі в Сент-Джонсі, коли Ньюфаундленд став незалежним домініоном Британської імперії в 1907 році. Лише до Закону про національний прапор Ньюфаундленду 1931 р. Парламент Ньюфаундленду офіційно прийняв Юніон Джек як національний прапор Ньюфаундленду і знову затвердив червоно-сині прапори як офіційні прапори для ідентифікації морських суден. Однак між 1907 і 1931 роками червоний прапор отримав досить широке використання як на морі, так і на суші як цивільними, так і урядами, щоб його вважали національним прапором.
Бейдж прапора містить Меркурія, бога торгівлі і товарів, представляючи Британію рибалка, який уклінно пропонує урожай морів. Над композицією у сувої є латинські слова "Terra Nova", а нижче девіз Hæc Tibi Dona Fero або "Ці подарунки я приношу тобі". Печатку переробила Аделаїна Лейн, племінниця губернатора сера Кавендіша Бойла.

## Прапор Союзу

Прапор Союзу

Старим прапором Ньюфаундленду був прапор Союзу. Він був законно прийнятий в 1931 році і використовувався як національний прапор Ньюфаундленда до конфедерації з Канадою в 1949 році. Потім він був повторно прийнятий як офіційний провінційний прапор у 1952 році та офіційно використовувався до 1980 року. На сьогоднішній день відділення Ньюфаундленду та Лабрадору Королівського канадського легіону вивішують прапор Союзу разом із сучасними прапорами провінції Ньюфаундленд та Лабрадор та національними (кленовий лист Канади).

## Триколор Ньюфаундленду

Ньюфаундлендлендський триколор: рожевий, білий та зелений

Прапор, який став відомим як "Ньюфаундлендський триколор", "Рожевий, білий та зелений"(sic), розпочався як неофіційний прапор організації, що надає допомогу - Морський асоціації Ньюфаундленду "Зірка моря", яка була створена в Санкт-Джонсі в 1871 р. Католицькою церквою. Офіційним прапором асоціації був зелений із білою зіркою та рожевим хрестом. Ці кольори породили зелений (біля підйомника) білий (у центрі) та рожевий (на льоту) триколірний прапор, який виготовлявся легше, ніж офіційний банер. Прапор має пропорції 1: 2, при цьому кожна вертикальна секція займає третину довжини прапора. Існує в канадській геральдиці; його кольори присутні у прапорі пожежної служби Св.Джона та у муніципальному прапорі Парадайзу. Він також з'являється у клейнодах або щитах деяких гербів, що зображені у Державному реєстрі гербів, прапорів та бейджів Канади. Першим, але неофіційним прапором колонії Ньюфаундленд (Острів і Лабрадор) був Червоний (біля підйомника), Білий (в центрі) та Зелений (на льоту) триколор Товариства корінних жителів Ньюфаундленду (ТКЖН), яке було створене в св. Джона в 1840 р. З подальшими відділеннями в інших місцях. Товариство корінних жителів Ньюфаундленду було створене для допомоги корінним жителям католиків у Ньюфаундленді у спілкуванні з чиновниками колоніальних урядів, власниками великого бізнесу, які не завжди були резидентами, та багатьма прибульцями в колонії, які вважали себе набагато вищим за соціальним статусом, ніж місцеві жителі, хоча переважна більшість місцевих жителів мали те саме походження на Британських островах, що й нові прибулі. Червоно-біло-зелений триколор служив неофіційним національним прапором Ньюфаундленду з середини до кінця 1800-х років. Але не використовувався після того, як Товариство перестало функціонувати в 1866 році. Відповідальний уряд було створено в 1855 році, і разом з цим потреба в ТКЖН зменшилася. ТКЖН проводила кампанію за запровадження відповідального уряду.
Витоки "рожевого, білого та зеленого" були незрозумілими, але недавня наука визначила, що він вперше був використаний наприкінці 1870-х або на початку 1880-х років організацією з надання допомоги та виплат, Морською асоціацією Ньюфаундленду "Зірка моря", яка була створена римо-католицької церкви в 1871 році. Північна зірка має надзвичайно важливе значення в навігації і відома як Морська зірка. Також у католицькій церкві Марію, матір Ісуса, знають як "Морську зірку" (латиною "Stella Maris"). Прапор став широко застосовуватися незабаром після цього іншими католицькими групами в Сент-Джонсі та околицях. Враховуючи це, він, швидше за все, базувався на подібному прапорі Ірландії (тоді ще неофіційному). Також сказано, що нинішній прапор Ірландії насправді базується на триколірному кольорі "Рожевий, Білий та Зелений", але ірландський триколор використовувався задовго до 1871 року. У газетних звітах вказується, що "рідний прапор" відображався на публічних церемоніях поряд з Юніон Джеком, коли принц Вельзький відвідував Сент-Джонс у 1860 році, але це був рідний прапор "Червоного, білого та зеленого", а не "Рожевий, білий і Зелений "(sic), оскільки Асоціація" Зірка моря "існувала лише 1871 року. Зелено-біло-рожевий триколор був відхилений як потенційний офіційний прапор, коли британський парламент прийняв закон про цивільний прапор Ньюфаундленду в 1904 році, який був червоним, обтяжений Великою печаткою Ньюфаундленду. Велика печатка була використана замість щита з герба, оскільки герб був забутий, і його використання було відновлено лише після Першої світової війни для вживання на військових могилах у Європі. З того часу герб використовується. Під час дебатів про провінційні прапори 1970-х років видання бюлетеня Римо-католицької архієпархії "Монітор" відродило думку, що прапор є символом традиції між місцевими етнічно-англійськими протестантами (представленими рожевим кольором) і етнічно-ірландськими католиками (представленими зеленим). Говорили, що зелень представляє прапор Бріана Боройме, троянда символізує Англійську троянду, а срібло - мир між ними та Хрест Святого Андрія. Ствердження про те, що рожевий був представником англійських ньюфаундлендів, вперше висловив Р. Бішоп Майкл Ф. Хоулі у своєму вірші 1902 року "Прапор Ньюфаундленду". Хоча рожевий або трояндовий колір не є безпосереднім представником Англії чи англійських ньюфаундлендерів, він може викликати образ троянди, яка є квітковою емблемою Англії, хоча це не рожева троянда, а червоно-біла троянда Тюдорів. Товариство корінних жителів Ньюфаундленду, про яке в легенді стверджували, що воно є протестантським суспільством, яке використовувало рожевий прапор, насправді мало католиків, а також протестантів, включаючи президента католика (д-р Едвард Кіллі) на передбачуваний час початку "Рожевий, Білий та Зелений". Рожевий (троянда) ніколи не використовувався будь-яким відомим способом для представлення Англії, її народу чи будь-якої протестантської конфесії. В іншій версії легенди, яка виникла приблизно в 1900 році, стверджувалося, що зелений колір представляв новоприбулих ірландських поселенців до Ньюфаундленду, а рожевий знову взяли з прапора Товариства корінних жителів, але цього разу, як кажуть, товариство корінного населення було римо-католицьким, що представляло католиків, які вже проживають у Ньюфаундленді. Протестанти взагалі не були включені до символіки. Остання інтерпретація передбачуваної символіки "рожевого, білого та зеленого", схоже, виникла в 1970-х роках під час дебатів провінційного прапора в Ньюфаундленді як спроба заручитися протестантською підтримкою прапора, що базується в Ірландії - протестанти представляють 60% населення - але це навряд чи буде фактичним описом історії. Прапор набув сентиментального відродження в 1990-х / 2000-х як політична заява, так і на продуктах, спрямованих на туристичну галузь.

## Прапор Федерації франкофонів Терра-Нови та Лабрадору

Прапор Федерації франкофонів Терра-Нови та Лабрадору

Прапор Федерації франкофонів Терра-Нови та Лабрадору заснований на французькому триколорі та акадійському прапорі з трьома нерівними смугами синього, білого та червоного кольорів. Два жовті вітрила встановлені на межі білою та червоної смуг. Вітрило зверху обтяжене чорною ялиновою гілочкою, як це видно на прапорі Лабрадору. Чорна (болотна) ялина - офіційне провінційне дерево Ньюфаундленду та Лабрадору. Друге вітрило обтяжене глечиком, офіційною провінційною квіткою Ньюфаундленду та Лабрадору. Ці емблеми позначені чорним кольором.
Вітрила представляють ранніх баських, бретонських та французьких рибалок, які прибули в цю місцевість на початку 1500-х років. Водночас вони є символами дії та прогресу. Жовтий взятий від зірки акадійського прапора. Чорна ялина та глечик - офіційні символи Ньюфаундленду та Лабрадору. Чорна ялинова гілочка на прапорі Федерації Франкофонів Терра-Нови та Лабрадору є емблемою Лабрадору, а також є на прапорі Лабрадора. Кольори прапора - червоний, білий, синій та жовтий - також містяться у провінційному прапорі Ньюфаундленду та Лабрадору.

## Прапор Лабрадору

Прапор Лабрадору

Прапор Лабрадору був створений невеликою групою на чолі з членом Палати зборів південного лабрадору Майком Мартіном у 1974 році. Мартін та інші зробили це як акт політичних пустощів, спрямованих на Джої Смолвуда та байдужістю його ліберального уряду до Лабрадору та відмову уряду провінції використовувати як провінційний прапор щось інше, ніж повний Юніон Джек. Це використання повного Юніон Джека як провінційного прапора викликало розчарування урядів Канади та Великої Британії. Прапор Лабрадору дав, принаймні, тій частині провінції свій особливий прапор. Оскільки Мартін родом із Картрайта, місто тепер проголошує себе "Батьківщиною прапора Лабрадору". Прапор був представлений радам громади Лабрадору та членам Палати зборів лабрадору у квітні 1974 року і на шість років старший за провінційний прапор Ньюфаундленду та Лабрадору, який був запроваджений у 1980 році прогресивним консервативним урядом прем'єр-міністра Брайана Пекфорда.

## Прапор Нунаціавута

Прапор Нунаціавута.

Самоврядна інуїтська область Нунаціавут має власний прапор: Прапор Нунаціатута - це прапор, прийнятий Асоціацією інуїтів Лабрадора для представлення інуїтів Лабрадора та їх нової зони врегулювання претензій на землю під назвою Нунаціавут. На прапорі зображений традиційний інуїтський інуксук, кольоровий білий, синій та зелений, що перегукується з прапором Лабрадора.

## Зовнішні посилання
- Деякі особисті спостереження та деякі історичні факти про прапор Лабрадора (Carl S. Gurtman, 1996, New England Journal of Vexillology )
- Зброя та прапор Ньюфаундленду та Лабрадору [Архівовано 16 листопада 2020 у Wayback Machine.] в Інтернет-публічному реєстрі зброї, прапорів та значків